# Lidija Manić
Lidija Vera Manić (1953) è una modella jugoslava incoronata Miss International 1975.
Fu la prima delegata del suo paese a vincere un concorso di bellezza e considerando che la Jugoslavia si è poi divisa in diversi stati, Lidija Manić rappresenta l'unica vincitrice di un concorso di bellezza maggiore proveniente dalla Jugoslavia, a parte Saša Zajc, Miss Europa 1969.
Il suo posto l'anno successivo fu preso dalla francese Sophie Sonia Perin nel 1976. Casualmente, la Perin e la Manić avevano partecipato insieme, ognuna in rappresentanza del proprio paese a Miss Universo 1975, quell'anno tenutosi a San Salvador.